# Casino Sport Figuerenc
El Casino Sport Figuerenc és un edifici del municipi de Figueres (Alt Empordà) que forma part de l'Inventari del Patrimoni Arquitectònic de Catalunya. És un edifici situat al centre de la ciutat. És un edifici entre mitgeres situat sobre una planta amb arcs de mig punt. La façana s'estructura a partir d'una reiteració d'eixos regulars i balconades emmarcades decreixents, rematada per una potent cornisa i un gran frontó a la coberta.